# Dormitz
Dormitz település Németországban, azon belül Bajorországban. Lakosainak száma 2031 fő (2023. december 31.).

## Népesség
A település népessége az elmúlt években az alábbi módon változott:
| Lakosok száma | 663  | 1204 | 1205 | 1540 | 2063 | 2073 | 2098 | 2116 | 2086 | 2031 |
|               | 1875 | 1950 | 1975 | 1987 | 2012 | 2014 | 2016 | 2017 | 2021 | 2023 |